# Еврейское телеграфное агентство
Еврейское телеграфное агентство (англ. Jewish Telegraphic Agency, JТА) — международное информационное агентство. JTA было основано 6 февраля 1917 года Яковом Ландау. Штаб-квартира находится в Нью-Йорке. Корреспондентские пункты открыты в Вашингтоне, Иерусалиме, Москве и в тридцати других городах Северной и Южной Америки, Израиля, Европы, Африки и Австралии.
С 2002 по 2007 год шеф-редактором бюро JTA по СНГ был Лев Кричевский.